# The Godfather Saga
The Godfather Saga es una película estadounidense hecha para televisión que surgió del montaje de El padrino y El padrino II en un mismo film, en orden cronológico y añadiendo nuevas escenas. Se estrenó originalmente en Estados Unidos a lo largo de cuatro noches consecutivas en noviembre de 1977, en la cadena NBC (compuesta de un segmento de tres horas y tres de dos horas). Después del estreno en 1990 de El padrino III, en 1992 se lanzó una versión unificada de la trilogía en video titulada The Godfather Trilogy: 1901–1980

## Sinopsis
Ver sinopsis de El padrino y sinopsis de El padrino, parte II.

## Producción
Francis Ford Coppola accedió a realizar The Godfather Saga para poder costearse el rodaje de Apocalypse Now, que había sobrepasado ampliamente el presupuesto previsto. Para esta nueva versión, Coppola realizó un montaje que mostraba en orden cronológico los hechos transcurridos durante las dos primeras partes de la saga, incluyendo además escenas que en su momento se habían eliminado de los montajes estrenados en cine, y que suponían casi 75 minutos de material "nunca visto". Para su pase en televisión, Coppola se vio obligado a reducir los niveles de violencia, sexo y lenguaje ofensivo debido a la censura, pero cuando la película se editó en vídeo un tiempo más tarde, todo el contenido eliminado fue repuesto de nuevo.

### Emisión por televisión
La primera emisión de la película la realizó la cadena NBC en noviembre de 1977, y se hizo en cuatro días separados debido a su larga duración. De acuerdo a la Encyclopedia of Television de Les Brown, los índices de audiencia no fueron tan altos como se esperaba en un principio.

## The Godfather Trilogy: 1901-1980
En 1992, Coppola realizó un nuevo montaje de su saga de El padrino incluyendo esta vez la tercera parte, El padrino III, que se había rodado dos años antes. Esta nueva versión, denominada The Godfather Trilogy: 1901-1980, también sigue un orden cronológico, e incorpora escenas eliminadas que no se habían incluido en The Godfather Saga. Su duración total es de 583 minutos, y se puso a la venta en VHS en 1993.

### Escenas eliminadas deEl padrino
- Cuando Vito le concede el favor a Bonasera silba a Sonny para saber si le pone atención.
- Una escena muestra a Hagen llevando a Kay a su casa poco antes de ir a California; posteriormente Vito lleva a Sonny, Fredo y Michael a visitar a Genco Abbandando, consigliere de la Familia, quien está agonizante en el hospital.
- Otra escena intermedia a la anterior muestra a Vito tildando las condecoraciones militares de Michael de "botoncitos navideños".
- Poco antes de presentarse con Woltz, Hagen observa a este presentando a una pequeña niña llamada Janie con un pequeño poni que le regala el director. Posteriormente, cuando Hagen se dispone a ir al aeropuerto, observa a Janie llorando escaleras arriba consolada por su madre; al parecer Woltz estaba involucrado en un caso de pedofilia.
- En una escena después de la del caballo decapitado se observa cómo Connie comienza a tener discusiones con Carlo y Vito le pide a Sonny no interferir y se sorprende al saber de la pedofilia de Woltz.
- Una escena muestra a Michael en una cama de hotel con Kay llamando a la residencia Corleone anunciando que llegará tarde a las navidades por un supuesto embotellamiento en la vía por Nuevo Hampshire y Kay finge ser la operadora. Dicha escena ocurre poco antes de que los dos volviesen a Nueva York y ocurriese el atentado contra Vito.
- Una secuencia mostraba a Luca Brasi caminando por un pasillo de hotel poco antes de reunirse con los Tattaglia.
- Sonny recibe una llamada de un detective de policía advirtiéndole del atentado que sufrió su padre; trata de llamar a Tom, pero Theresa le dice que no ha llegado aún a casa.
- Después de que Sonny se enterase de que Virgil Sollozzo tiene a Tom, va a advertirle a su madre del atentado y del secuestro de Tom y pide a Tessio 50 hombres para cuidarla.
- Después de que Michael llamase a Sonny y se enterara de la situación, conversa con Kay antes de llevársela al hotel.
- Michael llega a la casa en su auto.
- Michael posteriormente se encuentra con Clemenza y acompañan unos minutos a Theresa y posteriormente llegan a la oficina encontrándose con Sonny; este sospecha que Clemenza pudo haber traicionado a Vito. En ese momento entra Tom y Sonny le ruega a Michael no involucrarse.
- Poco antes de que Clemenza saliese junto con Paulie y Rocco Lampone, estos últimos hablan acerca del auto de Clemenza y este posteriormente le da con disimulo el arma para asesinar a Paulie.
- Clemenza pide una parada argumentando llamar a Sonny, Clemenza se dirige a almorzar y comprar el cannoli que le encargó su esposa.
- En Sicilia, mientras Michael está exiliado, al poco tiempo de dejar a Don Tomassino de camino a Corleone, observan un desfile de comunistas en las colinas cantando Bandiera rossa.
- En el pueblo Michael y sus guardaespaldas caminan poco antes de preguntar '"¿A dónde han ido los hombres?".
- Michael, al llegar a la casa natal de su padre, pregunta a una señora por los parientes de la familia Andolini. La señora responde que han abandonado el país.
- Fabrizzio, guardaespaldas de Michael, le pregunta a este sobre Nueva York y si es hijo de un don de la mafia. La escena ocurre minutos antes de ver por primera vez a Apollonia.
- Connie atiende una primera llamada de la supuesta amante de Carlo; cuando confronta a su esposo, quien se está duchando, este le pide preparar la cena.
- Bonasera se viste atendiendo la llamada de Tom, luego del asesinato de Sonny, y observando a Vito le pregunta qué hacer.
- Poco después de que explotase el auto matando a Apollonia, un herido Michael se entera de la muerte de su esposa por Don Tomassino y le ruega la cabeza de Fabrizzio.
- Cuando Michael regresa, su padre lo lleva a caminar en la huerta y Michael acepta su nuevo rol como jefe de la Familia, y más para vengar las muertes de Sonny y Apollonia.
- Después de que Tom fuese relegado de su cargo de consigliere hay una conversación extendida que involucra a Rocco y a Al Neri.
- Michael venga a su primera esposa, Apollonia, disparando a Fabrizzio (escena perdida aunque existen fotos).
- Kay reza en un altar de la Familia.

### Escenas eliminadas deEl padrino II
- Michael Corleone recibe a Francesca Corleone al lado de su prometido. Hablan de la profesión del nuevo integrante de la familia, lo que resulta en una charla amena. Finalmente Michael les da su bendición.
- Al Neri le comunica a Michael Corleone sobre toda la información que habían recopilado de Fabrizzio. Le enseña un par de fotos, el vínculo que sostenía con Emilio Barzini (Don Barzini) y el nombre de su nueva identidad: Fred Vincent. Michael comparte el material con Tom Hagen. Fred Vincent tenía una pizzería en Búfalo, Nueva York.
- Se ve a Fred Vincent (Fabrizzio) salir de su pizzería cuando es de noche. Cierra su local y lleva consigo una pizza para cenar. Se introduce a su coche y ni bien pone las llaves para encenderlo, el contacto eléctrico del arrancador hace que el automóvil explote, porque estaba conectado a un par de explosivos ligeros. Fred Vincent no muere en el acto, lo que hace más cruel la escena. Y al ver las circunstancias en el que se encuentra, recuerda inmediatamente lo que hizo en Sicilia. Le habían hecho lo mismo, y el autor de dicho acto era más que evidente: Michael Corleone. Segundos después muere tras la hemorragia interna letal que le provocó el estallido.
- Cuando Vito Corleone viaja a Sicilia y estando en su pueblo natal, mata a los dos hombres de confianza de Don Ciccio. Uno muere al ser acuchillado en la garganta cuando estaba durmiendo; el otro, más longevo, murió a remazos al serle preguntado si él buscaba a Vito Andolini por medio de gritos en el pueblo.

## Títulos alternativos
La película también se conoce como The Godfather: The Complete Novel For Television, The Godfather: A Novel for Television, The Godfather Novella, The Godfather 1902-1959: The Complete Epic y, en España, El padrino épico.